# Papiro 79

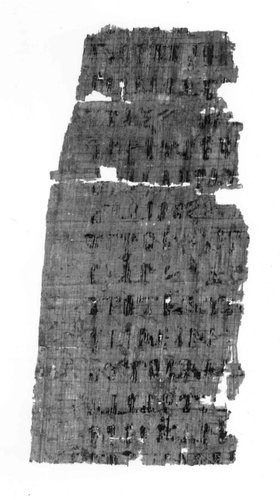
Fragmento del Papiro 79

El Papiro 79 (también llamado {\displaystyle {\mathfrak {P}}}79) es un antiguo papiro del Nuevo Testamento que contienen fragmentos del capítulo diez de la Epístola a los Hebreos (10:10-12,28-30). Data del Siglo VII A. D. y fue encontrado en Egipto. En la actualidad se encuentra en el Museo Nacional de Berlín.